# Ferreras de Arriba
Ferreras de Arriba è un comune spagnolo di 521 abitanti situato nella comunità autonoma di Castiglia e León.